# جيلسون غوميز دو ناسيمنتو
جيلسون غوميز دو ناسيمنتو (بالبرتغالية: Gilson Gomes do Nascimento‏) هو لاعب كرة قدم برازيلي في مركز ظهير ‏، ولد في 14 مايو 1986 في كامبو غراندي في البرازيل. لعب مع غريميو بورتو أليغرينزي ونادي اسبورتيفو نوفا اسبيرانزا ونادي بارانا ونادي بونتي بريتا ونادي فيتوريا ونادي كروزيرو ونادي كريسيوما ونادي ميراسول.

## وصلات خارجية
- جيلسون غوميز دو ناسيمنتو على موقع Soccerway.com (الإنجليزية)
- جيلسون غوميز دو ناسيمنتو على موقع عالم كرة القدم.نت (الإنجليزية)
- جيلسون غوميز دو ناسيمنتو على موقع AS.com (الإسبانية)